# Victor Grigorescu
Victor Vlad Grigorescu (n. 1976) este un politician român, fost ministru al energiei în Guvernul Dacian Cioloș în perioada noiembrie 2015-ianuarie 2017. Este expert în politici energetice și politici economice europene.
Fost membru în consiliul de administrație al Electrica S.A., Victor Grigorescu a activat în perioada 2007 - 2011 în cadrul Reprezentanței Permanente a României pe lângă UE ca diplomat, expert în politica comercială comună a UE. Între 2004 și 2007 lucrat în cadrul Ministerului Economiei și Comerțului participând la negocierile de aderare a României la Uniunea Europeană. Înainte de a deveni ministru al energiei,  a fost co-autor al câtorva lucrări despre Parteneriatul Transatlantic pentru Investiții și Comerț.